# Trái tim đấng nam nhi
Hua Jai Look Poochai  (tên tiếng Thái: หัวใจลูกผู้ชาย, tên tiếng Việt: Trái tim đấng nam nhi) là bộ phim truyền hình Thái Lan phát sóng vào năm 2019. Phim phát sóng trên kênh Channel 7 (CH7) với sự tham gia của Hussawee Pakrapongpisan và Tisanart Sornsuek.

## Nội dung
Nop, chàng trai trẻ nghèo khó đem lòng yêu Pinpak, một du học sinh thuộc tầng lớp thượng lưu vừa mới du học trở về. Thế nhưng trớ trêu thay cô gái ấy lại là con gái của kẻ đã ra tay sát hại bố Nop và khiến cho gia đình cô chú cậu rơi vào hoàn cảnh khốn cùng nghèo khổ. Dan, em họ Nop vì cái nghèo mà ghét bỏ và căm hận Nop dù cho Nop vẫn luôn nhường nhịn và hi sinh hết thảy cho cậu. Vô tình hay số phận sắp đặt mà Dan cũng yêu thầm Pinpak khiến cho mối quan hệ giữa hai anh em không cách nào vãn hồi. Thế lực phía sau cùng sự thật bỏ ngỏ bấy lâu dần được sáng tỏ. Liệu rằng sự hối lỗi cuối cùng của một đấng nam nhi có thể hóa giải hiểu lầm và tội ác bấy lâu chàng trai trẻ gây cho người mình yêu?

## Diễn viên
- Hussawee Pakrapongpisan as Nop
- Tisanart Sornsuek as Pinpak / Pin
- Baramita Sakornchan as Krajiab
- Worrapon Jintakoson as Dan
- Sophonpas Wirojsangprateep as Thanu
- KiewKoi Kwankawin as Salinee
- Giada Intorre as Preaw
- Chan Charath as Character Name
- Kochakorn Songsangterm as May
- Surakiat Bunnag as Character Name
- Sarut Suwanpakdee as Meng
- Pera Panichpong as Character Name
- Santisuk Promsiri as Pleo
- Kochakorn Nimakorn as Tara
- Paweena Charivsakul as Mae Lek
- Gasab Jumpadib as Por Duang
- Samart Payakaroon as Chuay
- Witthaya Jetapai as Perm
- Kajornsak Rattananissai as Sia Wanchai
- Kluay Chernyim as Character Name
- Trin Saetachock as Manop

## Ca khúc nhạc phim
- เจ็บปวดแต่มีเหตุผล / Jep Bpuat Dtae Mee Het Pon - Maew Chirasuk
- ความเจ็บปวด / Kwaam Jep Bpuat – Dew Arunpong
- ความเจ็บปวด / Kwaam Jep Bpuat – Palmy

## Rating
- Tập 1: 5.18
- Tập 2: 4.91
- Tập 3: 4.64
- Tập 4: 6.09
- Tập 5: 5.64
- Tập 6: 5.46
- Tập 7: 5.07
- Tập 8: 5.49
- Tập 9: 5.84
- Tập 10: 4.85
- Tập 11: 6.28
- Tập 12: 5.98
- Tập 13: 6.5
- Tập 14: 6.09
- Tập 15: 6.49

Trung bình 5.63 (nguồn: CH7dramasociety official IG)